# ゆれる
『ゆれる』は、2006年7月8日に公開された西川美和監督の日本映画。

## 解説
西川美和監督の『蛇イチゴ』に続く長編第2作。自分が見た「友人が殺人を犯す」という悪夢から着想した。第59回カンヌ国際映画祭監督週間 正式出品作品。優れた演出力が高く評価され、多くの映画賞を受賞し、2006年度の日本映画における最も高い評価を得た作品の一つとなった。
作品の鍵となる吊り橋のシーンは新潟県津南町の見倉橋で、その他のほとんどのシーンは山梨県富士吉田市で撮影された。
2006年に西川美和自身によって執筆されたノベライズがポプラ社より刊行され（ISBN 978-4-591-09303-0）、2007年に第20回三島由紀夫賞候補となっている。

## あらすじ
故郷を離れ、東京で写真家として活躍する弟・猛。母親の法事で久々に帰省し、兄・稔が切り盛りする実家のガソリンスタンドで働く昔の恋人・智恵子と再会する。猛と智恵子とは一夜を過ごし、翌日、兄弟と彼女の3人で渓谷へ遊びに行く。猛が智恵子を避けるように写真を撮っているとき、智恵子が渓流にかかる吊り橋から落下する。その時、近くにいたのは稔だけだった。事故だったのか、事件なのか、裁判が進むにつれて兄をかばう猛の心はゆれ、最後には証言台に立ってある行為を選択する。

## スタッフ
- 監督・原案・脚本：西川美和
- 音楽：カリフラワーズ
- 主題歌：カリフラワーズ『うちに帰ろう』

## キャスト
- 早川猛（弟）：オダギリジョー
- 早川稔（兄）：香川照之
- 早川勇（父）：伊武雅刀
- 岡島洋平：新井浩文
- 川端智恵子：真木よう子
- 丸尾明人検察官：木村祐一
- 船木警部補：ピエール瀧
- 裁判官：田口トモロヲ
- 早川修弁護士（勇の兄）：蟹江敬三
- アシスタント：キタキマユ

## 受賞
- 第30回山路ふみ子映画賞
  - 新人女優賞：（真木よう子）
- 第31回報知映画賞
  - 助演男優賞：（香川照之）
- 第1回インビテーション・アワード
  - 映画賞
  - クリエイター・オブ・ザ・イヤー：（西川美和）
- 第28回ヨコハマ映画祭[1]
  - 作品賞
  - 監督賞：（西川美和）
  - 主演男優賞：（香川照之）
  - 脚本賞：（西川美和）
- 第49回朝日ベストテン映画祭
  - 日本映画1位
- 第61回毎日映画コンクール
  - 日本映画大賞
  - 録音賞：（白取貢）
- 第80回キネマ旬報ベスト・テン
  - 日本映画ベスト・テン第2位[2]
  - 助演男優賞：（香川照之）
  - 脚本賞：（西川美和）
- 第49回ブルーリボン賞
  - 監督賞：（西川美和）
  - 助演男優賞：（香川照之）
- 第30回日本アカデミー賞[3]
  - 優秀主演男優賞：（オダギリジョー）
  - 優秀助演男優賞：（香川照之）
- 読売文学賞
  - 戯曲・シナリオ賞：（西川美和）
- 第16回東京スポーツ映画大賞
  - 作品賞
  - 監督賞：（西川美和）
  - 助演男優賞：（香川照之）
  - 新人賞：（木村祐一）
- 第2回おおさかシネマフェスティバル賞
  - 日本映画ベストテン第1位
- 第21回高崎映画祭
  - 最優秀監督賞：（西川美和）
  - 優秀主演男優賞：（オダギリジョー、香川照之）
- 第11回日本インターネット映画大賞
  - 監督賞︰（西川美和）
  - 主演男優賞︰（オダギリジョー）
  - 助演男優賞︰（香川照之）
- 第16回日本映画批評家大賞
  - 特別女性監督賞：（西川美和）[4]